# Kenneth Stafford Norris
Pour les articles homonymes, voir Norris.
Kenneth Stafford Norris ou Kenneth S. Norris (11 août 1924 — 16 août 1998) est un biologiste spécialisé sur les mammifères marins, un conservationniste et un naturaliste.
Norris a été un pionnier dans l’étude de l'écholocation du dauphin,. Il a aidé à créer l’University of California Natural Reserve System (en) et a travaillé sur le Marine Mammal Protection Act de 1972. Il a été professeur à l’Université de Californie à Los Angeles et à l’Université de Californie à Santa Cruz.